# Satja Saengsuwan
Satja Saengsuwan (thailändisch สัจจา แสงสุวรรณ, * 21. April 1990) ist ein thailändischer Fußballspieler.

## Karriere
Satja Saengsuwan spielte bis 2016 beim damaligen Drittligisten Udon Thani FC in Udon Thani. 2017 wechselte er die Hinrunde zum Erstligisten BEC Tero Sasana FC nach Bangkok. Bei BEC kam er nicht zum Einsatz. Nach der Hinserie kehrte er wieder zu Udon Thani zurück. Ende 2017 wurde er mit dem Verein Vizemeister der Thai League 3 in der Upper-Region und stieg somit in die zweite Liga auf. 2019 absolvierte er 22 Spiele in der Thai League 2. Ende 2019 wurde sein Vertrag nicht verlängert. Von Januar 2020 bis Dezember 2020 war er vertrags- und vereinslos. Anfang 2021 nahm ihn sein ehemaliger Verein Udon Thani wieder unter Vertrag.
Udon Thani FC
- Thai League 3 – Upper Region

Vizemeister: 2017